# Harpinia plumosa
Harpinia plumosa är en kräftdjursart som först beskrevs av Henrik Nikolai Krøyer 1842.  Harpinia plumosa ingår i släktet Harpinia och familjen Phoxocephalidae. Inga underarter finns listade i Catalogue of Life.